# Корићка јама
Корићка јама је природна јама која се налази у Коритима код Билеће. Позната је по томе што су у ноћи између 3. и 4. јуна 1941. усташе сачињене од муслимана из Куле код Гацка на овом мјесту извршиле покољ српског становништва. Починиоци злочина, односно усташе су тијела жртава бацили у Корићку јаму.

## Жртве
Усташе су 3. и 4. јуна 1941. убиле више од 130 Срба, а током ископавања костију из јаме 1953, пронађено је 180 људских лобања. Најмлађа жртва од четрнаест година је био Коста Глушац, а најстарија Јевто Сворцан који је имао осамдесет година. Жртве злочина су били Срби из Корита и околних села. Српске породице које су највише страдале у овом усташком покољу су: Сворцан, Бјелица, Старовић, Тркља, Шаровић, Шакота, Глушац, Рогач, Јакшић, Думнић, Ковачевић, Курдулија, Коснић, Милошевић, Миловић, Носовић, Радан.

## Споменик
Ископавање остатака жртава је извршено 1953. године, а 1966. је подигнуто прво спомен-обиљежје. Поводом педесетогодишњице злочина 1991. на споменик је постављена скулптура академског вајара Нандора Глида из Београда.

## Галерија
- Корићка јама, 2021
- Корићка јама, 2021
- Корићка јама, 2021
- Корићка јама, 2021
- Корићка јама, 2021
- Корићка јама, 2021
- Корићка јама, 2021
- Корићка јама, 2021
- Корићка јама, 2021